# دانیل گانت
دانیل گانت (انگلیسی: Danielle Gant؛ زادهٔ ۶ مارس ۱۹۸۷) بازیکن بسکتبال اهل ایالات متحده آمریکا است.